# Tepehua (volk)
De Tepehua (Tepehua: h'amasipini) zijn een indiaans volk woonachtig in de staat Veracruz in Mexico. Er leven 16.051 Tepehua in Mexico.